# Hipotonia
La hipotonia muscular o, senzillament, hipotonia és un estat de baix to muscular (la quantitat de tensió o resistència a estirar-se en un múscul), que sovint implica una força muscular reduïda. La hipotonia no és un trastorn mèdic específic, sinó una manifestació potencial de moltes malalties i trastorns diferents que afecten el control del nervi motor pel cervell o la força muscular. La hipotonia és una manca de resistència al moviment passiu, mentre que la debilitat muscular provoca una alteració del moviment actiu.
La hipotonia central s'origina en el sistema nerviós central, mentre que la hipotonia perifèrica es relaciona amb problemes a la medul·la espinal, nervis perifèrics i/o músculs esquelètics.
Reconèixer la hipotonia congènita, fins i tot a la primera infància, sol ser relativament senzill, però el diagnòstic de la causa subjacent pot ser difícil i sovint no s'aclareix. Els efectes a llarg termini de la hipotonia sobre el desenvolupament i la vida posterior d'un nen depenen principalment de la gravetat de la debilitat muscular i de la naturalesa de la causa.
Alguns trastorns tenen un tractament específic, però el tractament principal per a la majoria de les hipotonies de causa idiopàtica o neurològica és la fisioteràpia i la teràpia ocupacional.
Es creu que la hipotonia s'associa amb la interrupció de l'entrada aferent des dels receptors d'estirament i/o la manca de la influència eferent facilitadora del cerebel sobre el sistema fusimotor, el sistema que innerva les fibres musculars intrafusals, controlant així la sensibilitat del fus muscular. En l'examen, s'observarà una disminució de la resistència al moviment passiu i els músculs poden notar-se anormalment suaus i flàccids en palpar-se. També es poden observar reflexos tendinosos profunds disminuïts.